# Passage
För andra betydelser, se Passage (olika betydelser).

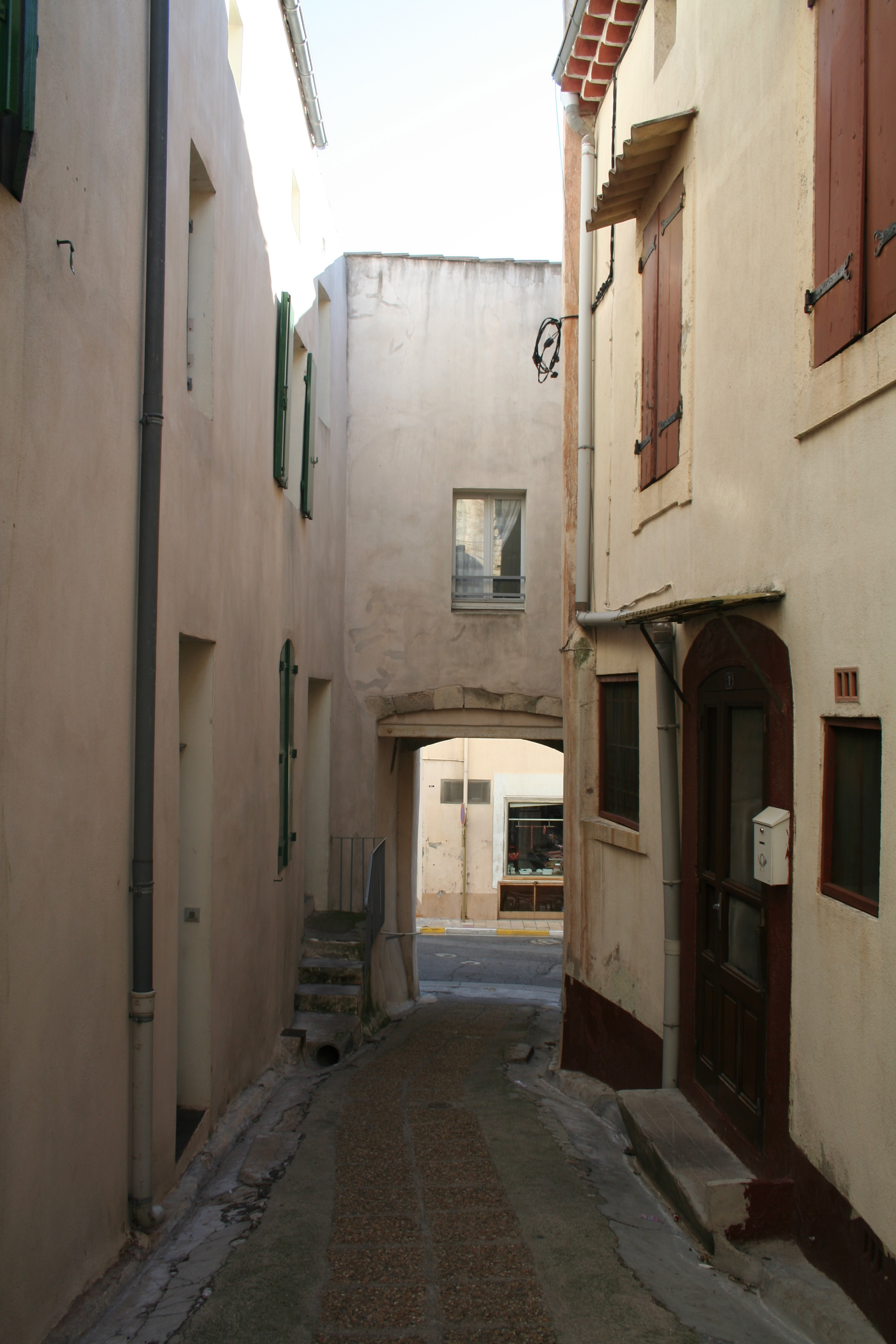
Passage i Puisserguier i södra Frankrike.

En passage är oftast någon särskilt anordnad gång genom någon form av hinder. Ett exempel kan vara en gångtunnel under en större väg, men det kan också utgöras av någon form av bro över hindret. En passage kan också vara en gång genom ett hus i form av någon form av korridor. Vanligast menar man då i detta fall någon form av förbindelsegång. Ibland kan det också vara en förbindelsegång som förbinder två hus.

## Galleri

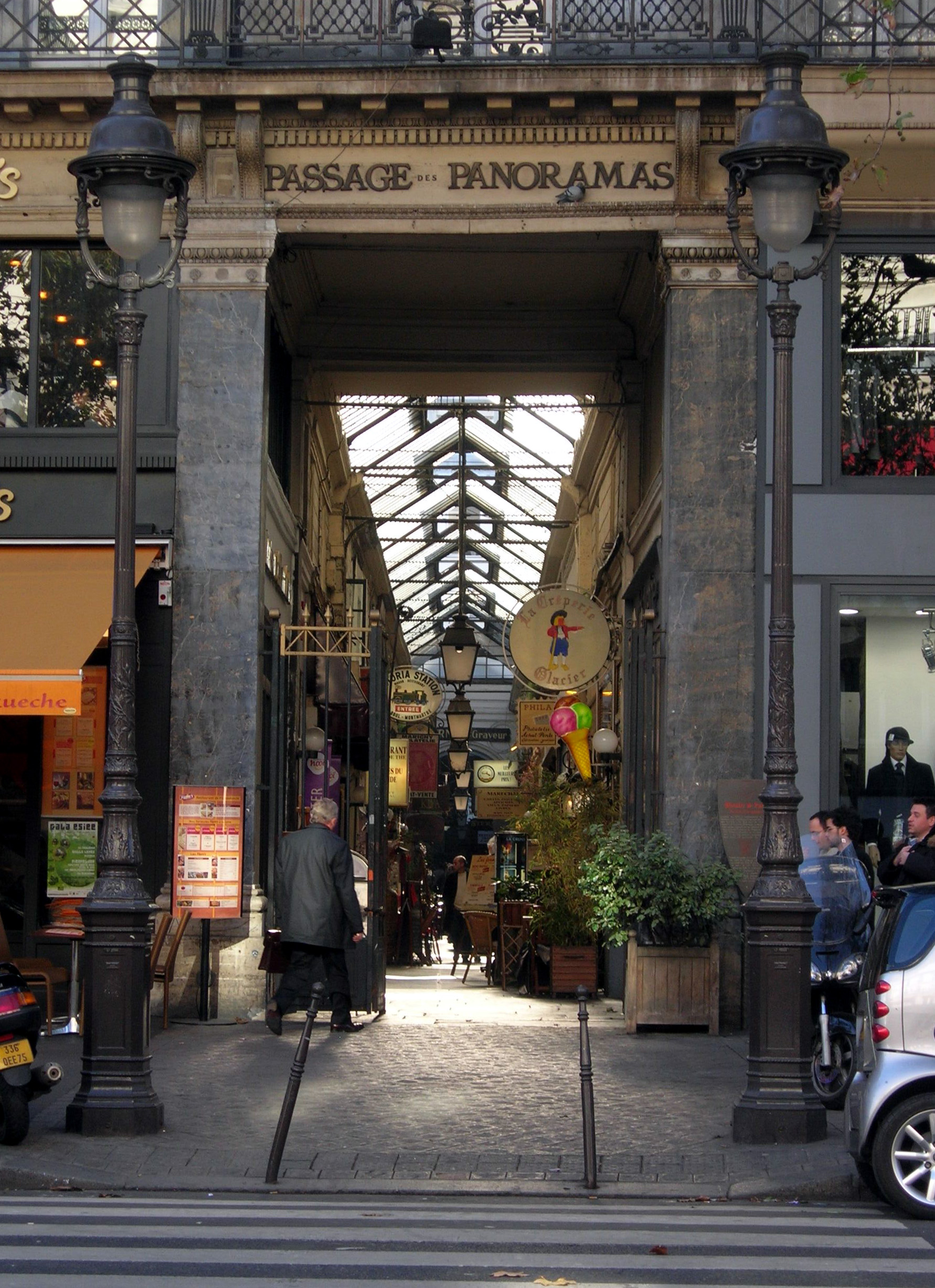
Passage des Panoramas i Paris.
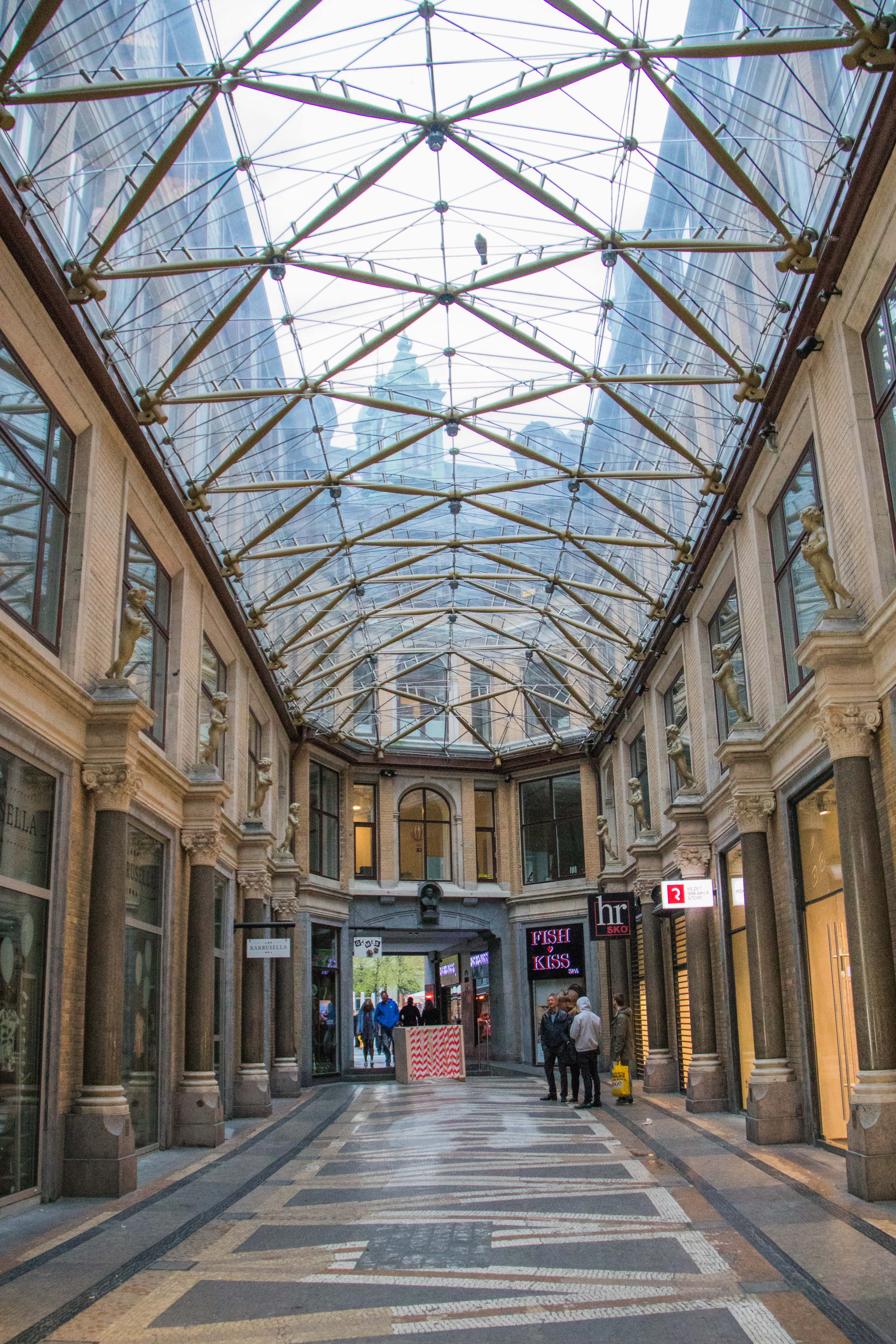
Jorcks Passage i Köpenhamn.